# Viola dyris
Viola dyris Maire – gatunek roślin z rodziny fiołkowatych (Violaceae). Występuje endemicznie w Maroku. 

## Morfologia
PokrójBylina dorastająca do 5–10 cm wysokości.
LiścieBlaszka liściowa jest gruba i ma okrągławy kształt.
KwiatyPłatki mają kremową barwę z żółtym gardłem i ciemnofioletowymi żyłkami.
Gatunki podobneRoślina jest podobna do fiołka senizyjskiego (V. cenisia).

## Biologia i ekologia
Rośnie na terenach skalistych, na wysokości od 2800 do 3800 m n.p.m. Kwitnie latem. 